# Callicebus coimbrai
Callicebus coimbrai — вид широконосих мавп родини сакієвих (Pitheciidae).

## Назва
Вид названо на честь бразильського приматолога Адельмара Фаріа Коїмбри-Філью (1924-2016).

## Поширення
Вид є ендеміком Бразилії, де зустрічається лише на сході країни у штатах Баїя і Сержипі. Ареал виду знаходиться у басейні річок Сан-Франсиску та Ітапікуру. Розрахункова чисельність виду становить близько 500—1000 особин.

## Спосіб життя
Callicebus coimbrai населяє атлантичний ліс та дощовий тропічний ліс. Раціон складається, в основному, з м'якоті плодів, листя, комах і насіння. Вони утворюють невеликі територіальні групи, що складається з пари та молоді і вважаються моногамними. Вони займають невелику територію (1,5-30 км²).